# سروان (ایالات متحده)
سروان (انگلیسی: Captain) (به صورت کوتاه شده: CPT در نیروی زمینی و Capt در سپاه تفنگداران دریایی و نیروی هوایی ایالات متحده آمریکا) یک درجه افسری در سطح گروهان با درجه پرداخت O-3 است. این درجه بالاتر از ستوان یکم و پایین‌تر از سرگرد قرار دارد. سروان معادل درجهٔ ناوسروان در سیستم درجه‌بندی نیروی دریایی است. نماد این درجه از ۲ نوار نقره‌ای تشکیل شده و شکل ظاهری آن در نسخه‌های نیروی زمینی/نیروی هوایی و سپاه تفنگداران دریایی کمی متفاوت است.

## برای مطالعهٔ بیشتر
- DA Pamphlet 600–3, Commissioned Officer Professional Development and Career Management